# 2012年德国总统选举
2012年德国总统选举于2012年3月18日举行。2012年2月17日，時任德国聯邦总统克里斯蒂安·武尔夫宣布辞职，按照德意志聯邦共和國基本法，德国联邦大会應选举新任總統。

## 候选人
2月19日，基民盟、基督教社会联盟、自民党组成的执政联盟，以及反对党德国社会民主党、德国绿党共同提名约阿希姆·高克为总统候选人。
德国左派党提名贝亚特·克拉斯菲尔德为总统候选人。

## 选举结果
2012年3月18日，德国联邦大会如期举行，正式选举约阿希姆·高克为德意志联邦共和国第11届总统。